# Szabataka

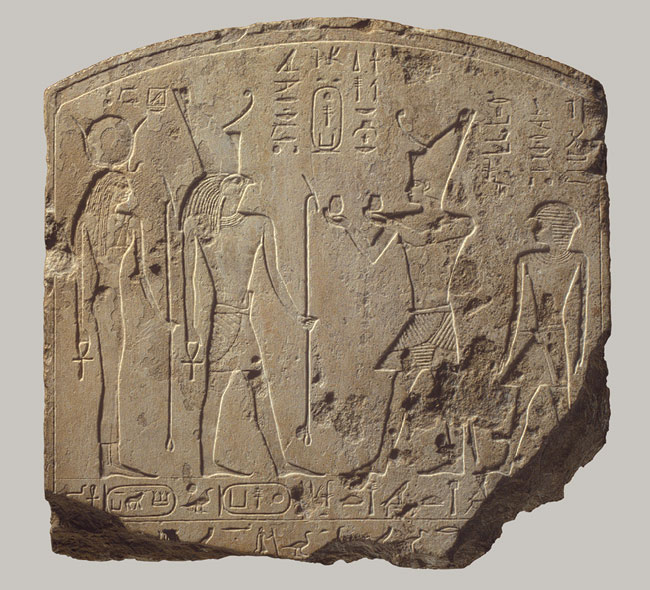
Stela przedstawiająca składanie daru przez Szabataka dla Horusa

Szabataka lub Szabako lub Szebitku (imiona kuszyckie) – kuszycki władca rezydujący w Napacie, oraz faraon – władca starożytnego Egiptu z czasów końca Trzeciego Okresu Przejściowego, zaliczany do XXV dynastii kuszyckiej, rezydujący w Tebach. Był synem Pianchiego, starszym bratem Taharki, następcą Szabaki na tronie kuszyckim oraz tronie faraonów. Władzę sprawował w latach 700–690 p.n.e.

## Stosunki z Asyrią
Państwo egipskie, zbyt rozległe i zbyt głęboko podzielone potrzebowało więcej niż jednego człowieka aby nad nim zapanować. Zdający sobie z tego sprawę Szabataka, wezwał z Napaty swego młodszego brata Taharkę. Był on całkowitym przeciwieństwem swego starszego brata. Silny i energiczny Taharka, wykazywał wybitne zdolności przywódcze i dowódcze, przybył do Egiptu na czele doborowych jednostek kuszyckich. Szabataka powierzył mu wkrótce sprawowanie części władzy oraz obarczał coraz to bardziej odpowiedzialnymi zadaniami. Mając do pomocy młodego, zdolnego brata - doskonałego dowódcę wojskowego, Szabataka prowadził wobec Asyrii politykę nieustępliwą i bardziej agresywną niż jego poprzednik.
Asyria po rozbiciu koalicji palestyńskiej w latach panowania Szabaki, uwikłana w walki z Urartu znalazła się w przełomowym okresie zmiany na tronie. Po śmierci Sargona II władzę objął jego syn Sennacheryb, dążący do całkowitego podporządkowania sobie królestwa Judy. Korzystając z przełomowego okresu zmian władzy w Asyrii, w Palestynie doszło do powstania koalicji palastyńsko-fenickiej, do której przystąpiły: Sydon, rządzony przez Lule, Aszkelon, rządzony przez Sidka oraz Juda pod rządami Ezechiasza. Koalicjańci wystosowali do Szabataki apel o wsparcie militarne ich działań, a ten w przychylnej odpowiedzi wysłał do Palestyny korpus ekspedycyjny pod dowództwem Taharki. W wyniku działań militarnych podjętych przez Sennacheryba zdobyto Sydon i armia asyryjska pomaszerował dalej w kierunku Aszkelonu. Miasto wkrótce zostało zdobyte, a jego władca został zesłany do Asyrii. Wojska koalicji starły się z armią Sennacheryba w bitwie pod Elteke, na północ od Aszdod, gdzie poniosły klęskę. Po bitwie siły asyryjskie skierowały się na wschód i południe w kierunku Lakisz, gdzie Sennacheryb część armii wysłał dalej na wschód i północ w kierunku Jerozolimy, a sam z częścią armii pozostał w jego okolicy. W tym czasie pod Jerozolimą rozpoczęto oblężenie i wkrótce pod wpływem działań militarnych i namów posłów asyryjskich miasto zostało poddane. Korpus Taharki tymczasem podążał na północ w kierunku Lakisz. Wojska Sennacheryba oraz część armii spod Jerozolimy wyruszyła na spotkanie Egipcjan. Wobec klęski koalicji oraz, prawdopodobnie znacznej przewagi wroga, Taharka zdecydował się na odwrót, unikając walnej bitwy. Być może wojska asyryjskie podążyły za korpusem Taharki i do potyczki doszło w okolicach Peluzjum. Do spotkania głównych sił egipskich z armią Sennacheryba nie doszło jednak, gdyż ten niespodziewanie wycofał swą armię. Być może powodem były niepokoje w Babilonii lub, jak podaje Biblia, być może zaraza, która zdziesiątkowała armię asyryjską. Resztki tej armii wycofały się do Asyrii. Pomimo swego osłabienia, Sennacheryb zdołał podporządkować sobie Judę i wymusić na niej ogromny haracz. Po powrocie do Egiptu Taharki, Szabataka nie odgrywał już znaczącej roli w państwie. Podporządkowany woli brata, pozostawał jedynie władcą tytularnym.

## Piramida Szabataki
Szabataka został pochowany w piramidzie, zbudowanej pośród grobów przodków i swych poprzedników, w Kurru, nieopodal Napaty. Wraz z władcą pochowano osiem spośród jego rumaków. Zgodę na ceremonialny pogrzeb brata wyraził Taharka, czym zapewne potwierdził objęcie samodzielnej władzy po bracie.

## Konkluzja
Szabataka był władcą słabego charakteru i zdrowia. W sprawowaniu władzy wspierał się, a w prowadzeniu działań militarnych wyręczał się swym młodszym bratem Taharką. Istnieją osądy, mówiące iż obaj bracia byli współwładcami, a w ostatnich latach panowania Szabataka został całkowicie zdominowany przez swego brata. Według Manethona Szabataka został przez niego pozbawiony władzy i zamordowany.

## Tytulatura
| G5 |

| G5 |

| Dd | xa · a |

| Dd | xa · a |

| Dd | xa · a |

| Dd | xa · a |

| G5 |

| G5 |

| Dd | xa · a |

| Dd | xa · a |

| Dd | xa · a |

| Dd | xa · a |

| G16 |

| G16 |

| aA · a | F8 | m | N17 · N17 · N17 · nb |

| aA · a | F8 | m | N17 · N17 · N17 · nb |

| aA · a | F8 | m | N17 · N17 · N17 · nb |

| aA · a | F8 | m | N17 · N17 · N17 · nb |

| G16 |

| G16 |

| aA · a | F8 | m | N17 · N17 · N17 · nb |

| aA · a | F8 | m | N17 · N17 · N17 · nb |

| aA · a | F8 | m | N17 · N17 · N17 · nb |

| aA · a | F8 | m | N17 · N17 · N17 · nb |

| M23 · X1 | L2 · X1 |

| M23 · X1 | L2 · X1 |

| N5 | R11 | D28 · D28 · D28 |

| N5 | R11 | D28 · D28 · D28 |

| N5 | R11 | D28 · D28 · D28 |

| N5 | R11 | D28 · D28 · D28 |

| M23 · X1 | L2 · X1 |

| M23 · X1 | L2 · X1 |

| N5 | R11 | D28 · D28 · D28 |

| N5 | R11 | D28 · D28 · D28 |

| N5 | R11 | D28 · D28 · D28 |

| N5 | R11 | D28 · D28 · D28 |

| G39 | N5 |

| G39 | N5 |

| M8 | E10 | N17 · D28 |

| M8 | E10 | N17 · D28 |

| M8 | E10 | N17 · D28 |

| M8 | E10 | N17 · D28 |

| G39 | N5 |

| G39 | N5 |

| M8 | E10 | N17 · D28 |

| M8 | E10 | N17 · D28 |

| M8 | E10 | N17 · D28 |

| M8 | E10 | N17 · D28 |

Ponadto znany jest m.in. wariant nomenu:
|                   |               |    |     |           |
| \| \| \| \| \| \| |               |    |     |           |
|                   |               |    |     |           |
| M17               | Y5 · N35 · U7 | M8 | E10 | N17 · D28 |

| M17 | Y5 · N35 · U7 | M8 | E10 | N17 · D28 |

|                   |               |    |     |           |
| \| \| \| \| \| \| |               |    |     |           |
|                   |               |    |     |           |
| M17               | Y5 · N35 · U7 | M8 | E10 | N17 · D28 |

| M17 | Y5 · N35 · U7 | M8 | E10 | N17 · D28 |

 co tłumaczy się jako Szabataka Meri Amon, Szabataka Ukochany-przez-Amona, jak również warianty innych imion Szabataki.